# Freddie Jackson
Frederick Anthony Jackson (Harlem, 2 oktober 1956) is een Amerikaanse soulzanger.

## Biografie
Jackson vergaarde zijn eerste muzikale ervaring zoals vele Afro-Amerikaanse zangers in de kerk. Begin jaren 1980 begon zijn muzikale carrière in de weinig succesvolle funkband Mystic Merlin. Hij belastte zich met de leadzang bij hun album Full Moon (1982).
Vervolgens werkte Jackson o.a. als achtergrondzanger voor artiesten als Evelyn 'Champagne' King, Kenny G en Melba Moore. Vanaf 1985 had Jackson daarna meer dan dertig hits in de Amerikaanse r&b-hitlijsten, waarvan tien de eerste plaats haalden. In het standardwerk Top R&B Singles 1942-1995 werd hij geplaatst als elfde van de succesvolste artiesten van de jaren 1980. Enkele van deze hits kwamen ook in de pophitlijsten, waaronder het top 40-succes Rock Me Tonight (For Old Times Sake) (1985, #18), You Are My Lady (1985), He'll Never Love You (Like I Do) (1986) en Jam Tonight (1987). Zeer succesvol waren ook zijn duetten A Little Bit More (1986) en I Can't Complain (1988) met Melba Moore.
Jacksons eerste beide albums Rock Me Tonight (1985) en Just Like the First Time (1986) werden in de Verenigde Staten elk onderscheiden met platina voor een miljoen verkochte exemplaren. Tot 1992 hield zijn hitserie constant aan, daarna lukten hem slechts nog middelmatige tot kleinere hits. Jacksons tot dusver laatste album verscheen in juni 2018. Love Signals was zijn eerste studioalbum in acht jaar.

## Discografie

### Studio- en livealbums
- 1985: Rock Me Tonight (Capitol Records)
- 1986: Just Like the First Time (Capitol Records)
- 1988: Don’t Let Love Slip Away (Capitol Records)
- 1990: Do Me Again (Capitol Records)
- 1992: Time for Love (Capitol Records)
- 1993: Here It Is (RCA Records)
- 1994: At Christmas (RCA Records)
- 1995: Private Party (Scotti Bros.)
- 1999: Life After 30 (Orpheus)
- 2000: Live in Concert (Town Sound)
- 2004: It's Your Move (Martland)
- 2005: Personal Reflections (Artemis)
- 2006: Transitions (Orpheus)
- 2010: For You (eOne)
- 2018: Love Signals (Climax)

- Bibsys: 8043421
- Bibliothèque nationale de France: cb139526129 (data)
- CiNii: DA16734841
- Gemeinsame Normdatei: 134415213
- International Standard Name Identifier: 0000 0000 7732 4442
- Library of Congress Control Number: n92038129
- MusicBrainz: ddf4255f-ccc9-44c0-8f1e-b325d51ee82f
- Nationale Bibliotheek van Tsjechië: xx0185039
- Nederlandse Thesaurus van Auteursnamen: 071973354
- Virtual International Authority File: 100986634
- WorldCat: E39PBJdRwhWt9JCqHQYCbwMdcP